# Estación de Ascao
Ascao es una estación de la línea 7 del Metro de Madrid situada bajo la calle del mismo nombre, en el barrio de Pueblo Nuevo del distrito de Ciudad Lineal.

## Historia
La estación fue inaugurada el 17 de julio de 1974 con el primer tramo de línea abierto, entre las estaciones de Las Musas y Pueblo Nuevo. Ha sido remodelada a lo largo de 2021 para modificar las paredes de mármol anaranjado por vítrex amarillo.
Del 1 al 4 de mayo de 2025, la estación permanece cerrada por el cierre del tramo San Blas-Cartagena, cortado por obras de renovación de señalización ferroviaria. Se establece un Servicio Especial de autobús gratuito entre ambas estaciones.

## Accesos
Vestíbulo Ascao
- Ascao C/ Ascao, 29 (esquina C/ Gutierre de Cetina)

## Líneas y conexiones

Mapa con la situación de las paradas y los recorridos de las líneas de autobuses en el entorno de la estación de Ascao.

### Metro
| << cabecera                                                  | < estación      | línea | estación >   | cabecera >> |
| ------------------------------------------------------------ | --------------- | ----- | ------------ | ----------- |
| Hospital del Henares Cambio de tren en Estadio Metropolitano | García Noblejas |       | Pueblo Nuevo | Pitis       |

### Autobuses
| Diurnos   |                        |                     |
| Línea     | Destino                | Parada              |
| 28        | Barrio de Canillejas   | 4462 ASCAO (N.º 26) |
| 109       | Plaza de Ciudad Lineal | 4462 ASCAO (N.º 26) |
| 28        | Puerta de Alcalá       | 5510 ASCAO (N.º 29) |
| Nocturnos |                        |                     |
| Línea     | Destino                | Parada              |
| N6        | El Cañaveral           | 4462 ASCAO (N.º 26) |
| N6        | Plaza de Cibeles       | 5510 ASCAO (N.º 29) |